# Ludwig-museum in het Russisch Museum

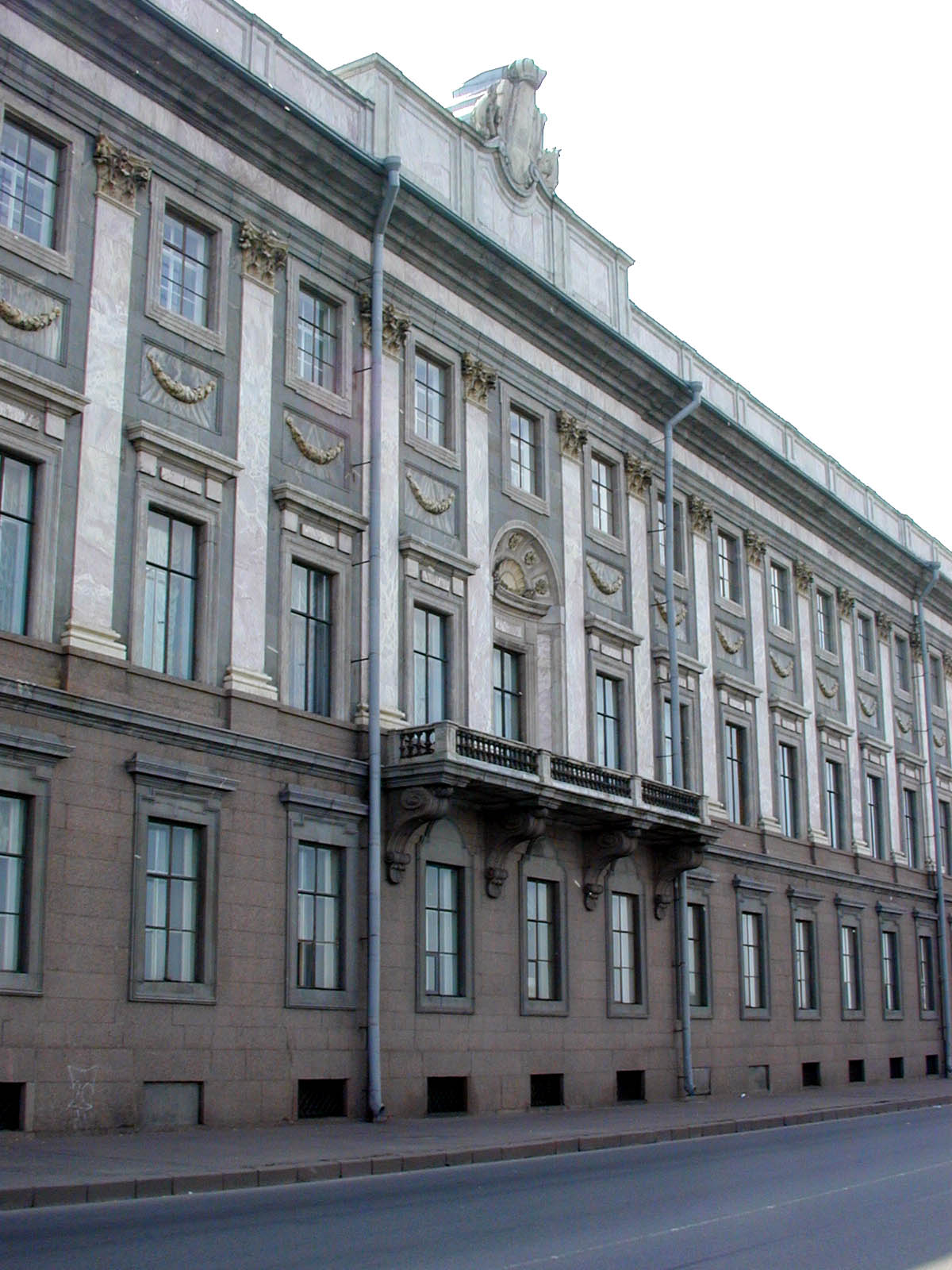
Het Marmeren Paleis

Het Ludwig-museum in het Russisch Museum (Russisch: Музей Людвига в Русском музее) is een museum voor hedendaagse kunst in het Marmerpaleis, een onderdeel van het Russisch Museum in Sint-Petersburg (Rusland). Het museum maakt deel uit van de Ludwigmusea.
Op 10 maart 1995 werd het Ludwig-museum in het Russisch Museum geopend. Het museum toont een omvangrijke verzameling kunst uit de periode na 1945 (meer dan honderd werken) afkomstig van de Collectie Ludwig. Werken worden getoond van onder anderen:
- Jasper Johns
- Pablo Picasso
- Jeff Koons
- Jean-Michel Basquiat
- Andy Warhol
- Joseph Beuys
- Ilja Kabakov
- Jörg Immendorff
- Gottfried Helnwein.